# Ligue professionnelle féminine de hockey sur gazon 2024-2025
Navigation
Saison 5 Saison 7
La Ligue professionnelle féminine de hockey sur gazon 2024-2025 était la sixième saison de la Ligue professionnelle féminine de hockey sur gazon, un championnat de hockey sur gazon pour les équipes nationales féminines.
Le 18 juin 2025, les Pays-Bas remportent la compétition pour la 5e fois dont la 3e fois d'affilée à la suite de la victoire de l'Argentine face à l'Inde 2 - 0 au tirs au but après le partage 2 buts partout en temps réglementaire à Londres en Angleterre, et à la victoire de l'Espagne face à la Belgique 0 - 1 à Anvers en Belgique.
Le 21 juin 2025, l'Argentine se qualifie pour la Coupe du monde 2026 après sa victoire 3 - 1 face à la Chine à Berlin en Allemagne.
Le 29 juin 2025, l'Inde est officiellement reléguée à la Coupe des nations 2025-2026 à la suite de sa défaite 3 - 2 face à la Chine à Berlin en Allemagne.

## Équipes qualifiées
Toutes les équipes ayant terminé dans les 8 premiers de la Ligue professionnelle 2023-2024 se maintiennent.
Les États-Unis, dernières de la Ligue professionnelle 2023-2024, est reléguée à la Coupe des nations 2024-2025.
L'Espagne, vainqueur de la Coupe des nations 2023-2024, obtient sa promotion pour la saison 2024-2025.
| Compétition                     | Dates                          | Lieu     | Quotas | Qualifiés                                                             |
| ------------------------------- | ------------------------------ | -------- | ------ | --------------------------------------------------------------------- |
| Ligue professionnelle 2023-2024 | 6 décembre 2023 - 29 juin 2024 | Divers   | 8      | Argentine Australie Belgique Chine Angleterre Allemagne Inde Pays-Bas |
| Coupe des nations 2023-2024     | 3 - 9 juin 2024                | Terrassa | 1      | Espagne                                                               |
| Total                           | Total                          | Total    | 9      |                                                                       |

## Format

### Compétition
Depuis la saison 2022-2023, l'objectif du format de la compétition est de réduire le nombre de déplacements ainsi que le nombre de disponibilités de joueurs qui laissent une place pour les championnats nationaux avec des mini-tournois réunissant plusieurs équipes pour jouer les unes contre les autres, ainsi qu'un système de promotion/relégation entre le dernier de la Ligue professionnelle et le vainqueur de la Coupe des nations.
Neuf équipes s'affrontent seize fois chacun en un seul groupe, l'équipe gagnante marque trois points, un point pour les deux équipes en cas de partage, un point bonus pour l'équipe gagnante aux tirs au but après partage en temps réglementaire, et l'équipe perdante n'en marque aucun. À l'issue de la saison, l'équipe qui termine neuvième et dernière du classement général sera reléguée à la Coupe des nations 2025-2026.
Pour les saisons 2023-2024 et 2024-2025, l'équipe la mieux classée de la compétition obtient directement son ticket pour la Coupe du monde 2026.

### Critères de départage
En cas d'égalité de points entre plusieurs équipes, les critères suivants sont appliqués dans l'ordre indiqué pour établir leur classement:
1. Plus grand nombre de victoires,
2. Meilleure différence de buts,
3. Plus grand nombre de buts marqués,
4. Plus grand nombre de points marqués entre les équipes concernées,
5. Plus grand nombre de buts marqués de plein jeu.

## Villes et stades
Le 1er octobre 2024, la Fédération internationale de hockey a désigné les neuf lieux de réception pour la sixième saison de la compétition.
| \| Santiago del Estero Sydney Anvers Hangzhou Londres Berlin Bhubaneswar Amsterdam Valence Légende : · Argentine · Australie · Belgique · Chine · Angleterre · Allemagne · Inde · Pays-Bas · Espagne \| Villes hôtes de la FIH Pro League 2024-2025 |
| Santiago del Estero Sydney Anvers Hangzhou Londres Berlin Bhubaneswar Amsterdam Valence Légende : · Argentine · Australie · Belgique · Chine · Angleterre · Allemagne · Inde · Pays-Bas · Espagne                                                   |

| Santiago del Estero Sydney Anvers Hangzhou Londres Berlin Bhubaneswar Amsterdam Valence Légende : · Argentine · Australie · Belgique · Chine · Angleterre · Allemagne · Inde · Pays-Bas · Espagne |

## Phase de ligue
Le 1er octobre 2024, la Fédération internationale de hockey dévoile le calendrier de la sixième saison.

### Classement
| Rang               | Équipe     | J  | V  | N | SO | D  | Bp | Bc | Diff | Pts | Classement mondial FIH | Classement mondial FIH | Classement mondial FIH |
| Rang               | Équipe     | J  | V  | N | SO | D  | Bp | Bc | Diff | Pts | Avant                  | Après                  | +/-                    |
| ------------------ | ---------- | -- | -- | - | -- | -- | -- | -- | ---- | --- | ---------------------- | ---------------------- | ---------------------- |
| Médaille d'or      | Pays-Bas T | 16 | 13 | 2 | 1  | 1  | 69 | 22 | +47  | 42  | 1                      | 1                      | 0                      |
| Médaille d'argent  | Argentine  | 16 | 9  | 4 | 3  | 3  | 36 | 20 | +16  | 34  | 2                      | 2                      | 0                      |
| Médaille de bronze | Belgique   | 16 | 9  | 4 | 1  | 3  | 42 | 23 | +19  | 32  | 3                      | 3                      | 0                      |
| 4                  | Chine      | 16 | 8  | 3 | 1  | 5  | 34 | 28 | +6   | 28  | 6                      | 4                      | +2                     |
| 5                  | Australie  | 16 | 6  | 1 | 1  | 9  | 29 | 40 | -11  | 20  | 5                      | 5                      | 0                      |
| 6                  | Espagne P  | 16 | 6  | 1 | 1  | 9  | 22 | 49 | -27  | 20  | 8                      | 7                      | +1                     |
| 7                  | Allemagne  | 16 | 4  | 3 | 1  | 9  | 30 | 35 | -5   | 16  | 4                      | 6                      | -2                     |
| 8                  | Angleterre | 16 | 4  | 1 | 1  | 11 | 20 | 44 | -24  | 14  | 7                      | 8                      | -1                     |
| 9                  | Inde       | 16 | 2  | 3 | 1  | 11 | 22 | 43 | -21  | 10  | 9                      | 9                      | 0                      |

|  | Nation qualifiée pour la Coupe du monde 2026     |
|  | Nation reléguée à la Coupe des nations 2025-2026 |

1. 1 2  La Belgique et les Pays-Bas sont directement qualifiés pour la Coupe du monde 2026 en tant que pays organisateurs.
2. ↑  L'Allemagne est directement qualifiée pour la Coupe du monde 2026 en tant qu'équipe la mieux classée de la Ligue professionnelle 2023-2024.

### Rencontres
| Match 1                | Chine                                | 2 - 2             | Belgique                      | Gongshu Canal Sports Park Stadium, Hangzhou                       |                                                                   |
| 30 novembre 2024 19h30 | Xu W.Y. 20e · Zou M.R. 32e           | (1 - 0)           | 50e Struijk · 58e Englebert   | Arbitrage : Lim Hong-Zhen Cookie Tan Arbitre vidéo : Deepak Joshi | Arbitrage : Lim Hong-Zhen Cookie Tan Arbitre vidéo : Deepak Joshi |
| 30 novembre 2024 19h30 | Rapport                              |                   |                               | Arbitrage : Lim Hong-Zhen Cookie Tan Arbitre vidéo : Deepak Joshi | Arbitrage : Lim Hong-Zhen Cookie Tan Arbitre vidéo : Deepak Joshi |
| 30 novembre 2024 19h30 | Li H. · Zhang Y. · Fan Y.X. · Dan W. | Tirs au but 4 - 1 | Rasir · D. Marien · Blockmans | Arbitrage : Lim Hong-Zhen Cookie Tan Arbitre vidéo : Deepak Joshi | Arbitrage : Lim Hong-Zhen Cookie Tan Arbitre vidéo : Deepak Joshi |

| Match 2                 | Chine                       | 2 - 1   | Angleterre | Gongshu Canal Sports Park Stadium, Hangzhou                        |                                                                    |
| 1er décembre 2024 19h30 | Zhang W.L. 9e · Yu A.H. 39e | (1 - 1) | 1e Manton  | Arbitrage : Deepak Joshi Rama Potnis Arbitre vidéo : Lim Hong-Zhen | Arbitrage : Deepak Joshi Rama Potnis Arbitre vidéo : Lim Hong-Zhen |
| 1er décembre 2024 19h30 | Rapport                     |         |            | Arbitrage : Deepak Joshi Rama Potnis Arbitre vidéo : Lim Hong-Zhen | Arbitrage : Deepak Joshi Rama Potnis Arbitre vidéo : Lim Hong-Zhen |

| Match 3               | Belgique      | 1 - 3   | Angleterre                   | Gongshu Canal Sports Park Stadium, Hangzhou                      |                                                                  |
| 2 décembre 2024 19h30 | Blockmans 41e | (0 - 1) | 2e, 32e Bingham · 58e Bourne | Arbitrage : Rama Potnis Lim Hong-Zhen Arbitre vidéo : Cookie Tan | Arbitrage : Rama Potnis Lim Hong-Zhen Arbitre vidéo : Cookie Tan |
| 2 décembre 2024 19h30 | Rapport       |         |                              | Arbitrage : Rama Potnis Lim Hong-Zhen Arbitre vidéo : Cookie Tan | Arbitrage : Rama Potnis Lim Hong-Zhen Arbitre vidéo : Cookie Tan |

| Match 4               | Chine        | 1 - 2   | Belgique                     | Gongshu Canal Sports Park Stadium, Hangzhou                       |                                                                   |
| 3 décembre 2024 19h30 | Liu C.C. 57e | (0 - 0) | 39e Schreurs · 46e Blockmans | Arbitrage : Deepak Joshi Cookie Tan Arbitre vidéo : Lim Hong-Zhen | Arbitrage : Deepak Joshi Cookie Tan Arbitre vidéo : Lim Hong-Zhen |
| 3 décembre 2024 19h30 | Rapport      |         |                              | Arbitrage : Deepak Joshi Cookie Tan Arbitre vidéo : Lim Hong-Zhen | Arbitrage : Deepak Joshi Cookie Tan Arbitre vidéo : Lim Hong-Zhen |

| Match 5               | Chine                                                    | 4 - 0   | Angleterre | Gongshu Canal Sports Park Stadium, Hangzhou                        |                                                                    |
| 4 décembre 2024 19h30 | Chen Y. 17e · Zhang Y. 24e · He J.X. 28e · Chen Y.J. 55e | (3 - 0) |            | Arbitrage : Deepak Joshi Lim Hong-Zhen Arbitre vidéo : Rama Potnis | Arbitrage : Deepak Joshi Lim Hong-Zhen Arbitre vidéo : Rama Potnis |
| 4 décembre 2024 19h30 | Rapport                                                  |         |            | Arbitrage : Deepak Joshi Lim Hong-Zhen Arbitre vidéo : Rama Potnis | Arbitrage : Deepak Joshi Lim Hong-Zhen Arbitre vidéo : Rama Potnis |

| Match 6               | Angleterre               | 2 - 8   | Belgique                                                                                        | Gongshu Canal Sports Park Stadium, Hangzhou                      |                                                                  |
| 5 décembre 2024 19h30 | Crowson 15e · Giglio 25e | (2 - 1) | 29e Blockmans · 32e Rasir · 41e, 58e Vanden Borre · 45e Bonami · 52e Moors · 57e, 59e Englebert | Arbitrage : Rama Potnis Cookie Tan Arbitre vidéo : Lim Hong-Zhen | Arbitrage : Rama Potnis Cookie Tan Arbitre vidéo : Lim Hong-Zhen |
| 5 décembre 2024 19h30 | Rapport                  |         |                                                                                                 | Arbitrage : Rama Potnis Cookie Tan Arbitre vidéo : Lim Hong-Zhen | Arbitrage : Rama Potnis Cookie Tan Arbitre vidéo : Lim Hong-Zhen |

| Match 7                | Argentine                                  | 2 - 2             | Allemagne                                          | Santiago del Estero Hockey Club, Santiago del Estero                           |                                                                                |
| 10 décembre 2024 19h00 | Larsen 8e · Jankunas 47e                   | (1 - 0)           | 37e Krings · 58e Strauss                           | Arbitrage : Victoria Pazos Pauline Cuypers Arbitre vidéo : Jonathan Altamirano | Arbitrage : Victoria Pazos Pauline Cuypers Arbitre vidéo : Jonathan Altamirano |
| 10 décembre 2024 19h00 | Rapport                                    |                   |                                                    | Arbitrage : Victoria Pazos Pauline Cuypers Arbitre vidéo : Jonathan Altamirano | Arbitrage : Victoria Pazos Pauline Cuypers Arbitre vidéo : Jonathan Altamirano |
| 10 décembre 2024 19h00 | Díaz · Jankunas · Cairo · Pisthon · Alonso | Tirs au but 3 - 2 | Stoffelsma · Schwabe · Strauss · Weidemann · Nolte | Arbitrage : Victoria Pazos Pauline Cuypers Arbitre vidéo : Jonathan Altamirano | Arbitrage : Victoria Pazos Pauline Cuypers Arbitre vidéo : Jonathan Altamirano |

| Match 8                | Allemagne | 1 - 6   | Pays-Bas                                            | Santiago del Estero Hockey Club, Santiago del Estero                           |                                                                                |
| 11 décembre 2024 19h00 | Nolte 52e | (0 - 2) | 17e, 54e Moes · 30e, 50e Matla · 41e, 49e Y. Jansen | Arbitrage : Jonathan Altamirano Victoria Pazos Arbitre vidéo : Pauline Cuypers | Arbitrage : Jonathan Altamirano Victoria Pazos Arbitre vidéo : Pauline Cuypers |
| 11 décembre 2024 19h00 | Rapport   |         |                                                     | Arbitrage : Jonathan Altamirano Victoria Pazos Arbitre vidéo : Pauline Cuypers | Arbitrage : Jonathan Altamirano Victoria Pazos Arbitre vidéo : Pauline Cuypers |

| Match 9                | Argentine                      | 2 - 3   | Pays-Bas                                     | Santiago del Estero Hockey Club, Santiago del Estero                    |                                                                         |
| 12 décembre 2024 19h00 | Bruggesser 26e · Gorzelany 45e | (1 - 2) | 13e Fokke · 20e Y. Jansen · 44e Van der Elst | Arbitrage : Pauline Cuypers Benjamin Peters Arbitre vidéo : Tyler Klenk | Arbitrage : Pauline Cuypers Benjamin Peters Arbitre vidéo : Tyler Klenk |
| 12 décembre 2024 19h00 | Rapport                        |         |                                              | Arbitrage : Pauline Cuypers Benjamin Peters Arbitre vidéo : Tyler Klenk | Arbitrage : Pauline Cuypers Benjamin Peters Arbitre vidéo : Tyler Klenk |

| Match 10               | Argentine                                     | 1 - 1             | Allemagne                                   | Santiago del Estero Hockey Club, Santiago del Estero                      |                                                                           |
| 13 décembre 2024 19h00 | Bruggesser 28e                                | (1 - 1)           | 1e Schwabe                                  | Arbitrage : Tyler Klenk Jonathan Altamirano Arbitre vidéo : Sean Rapaport | Arbitrage : Tyler Klenk Jonathan Altamirano Arbitre vidéo : Sean Rapaport |
| 13 décembre 2024 19h00 | Rapport                                       |                   |                                             | Arbitrage : Tyler Klenk Jonathan Altamirano Arbitre vidéo : Sean Rapaport | Arbitrage : Tyler Klenk Jonathan Altamirano Arbitre vidéo : Sean Rapaport |
| 13 décembre 2024 19h00 | Díaz · Jankunas · Bruggesser · Cairo · Alonso | Tirs au but 4 - 5 | Frerichs · Schwabe · Strauss · Nolte · Kurz | Arbitrage : Tyler Klenk Jonathan Altamirano Arbitre vidéo : Sean Rapaport | Arbitrage : Tyler Klenk Jonathan Altamirano Arbitre vidéo : Sean Rapaport |

| Match 11               | Pays-Bas                                  | 4 - 1   | Allemagne | Santiago del Estero Hockey Club, Santiago del Estero                       |                                                                            |
| 14 décembre 2024 19h00 | Matla 21e · Y. Jansen 47e · Moes 53e, 57e | (1 - 1) | 25e Kurz  | Arbitrage : Victoria Pazos Pauline Cuypers Arbitre vidéo : Benjamin Peters | Arbitrage : Victoria Pazos Pauline Cuypers Arbitre vidéo : Benjamin Peters |
| 14 décembre 2024 19h00 | Rapport                                   |         |           | Arbitrage : Victoria Pazos Pauline Cuypers Arbitre vidéo : Benjamin Peters | Arbitrage : Victoria Pazos Pauline Cuypers Arbitre vidéo : Benjamin Peters |

| Match 12               | Argentine                               | 3 - 2   | Pays-Bas                      | Santiago del Estero Hockey Club, Santiago del Estero                       |                                                                            |
| 15 décembre 2024 19h00 | Díaz 5e · Castellaro 52e · Granatto 58e | (1 - 1) | 15e Van der Elst · 53e Winter | Arbitrage : Victoria Pazos Pauline Cuypers Arbitre vidéo : Benjamin Peters | Arbitrage : Victoria Pazos Pauline Cuypers Arbitre vidéo : Benjamin Peters |
| 15 décembre 2024 19h00 | Rapport                                 |         |                               | Arbitrage : Victoria Pazos Pauline Cuypers Arbitre vidéo : Benjamin Peters | Arbitrage : Victoria Pazos Pauline Cuypers Arbitre vidéo : Benjamin Peters |

| Match 13             | Chine                                          | 2 - 2             | Espagne                                          | Sydney Olympic Park Hockey Centre, Sydney                               |                                                                         |
| 4 février 2025 19h30 | Dan W. 33e · Ou Z.X. 43e                       | (0 - 0)           | 35e F. Amundson · 59e Giné                       | Arbitrage : Amber Church Minami Inamoto Arbitre vidéo : David Tomlinson | Arbitrage : Amber Church Minami Inamoto Arbitre vidéo : David Tomlinson |
| 4 février 2025 19h30 | Rapport                                        |                   |                                                  | Arbitrage : Amber Church Minami Inamoto Arbitre vidéo : David Tomlinson | Arbitrage : Amber Church Minami Inamoto Arbitre vidéo : David Tomlinson |
| 4 février 2025 19h30 | Zou M.R. · Li H. · Fan Y.X. · Dan W. · He J.X. | Tirs au but 2 - 3 | Segú · Agulló · Vidosa · P. Jiménez · L. Jiménez | Arbitrage : Amber Church Minami Inamoto Arbitre vidéo : David Tomlinson | Arbitrage : Amber Church Minami Inamoto Arbitre vidéo : David Tomlinson |

| Match 14             | Australie                                              | 4 - 1   | Espagne     | Sydney Olympic Park Hockey Centre, Sydney                            |                                                                      |
| 5 février 2025 19h30 | J. Smith 8e · Squibb 35e · Schonell 40e · Williams 59e | (1 - 1) | 24e Álvarez | Arbitrage : Liu Xiaoying Katrina Turner Arbitre vidéo : Amber Church | Arbitrage : Liu Xiaoying Katrina Turner Arbitre vidéo : Amber Church |
| 5 février 2025 19h30 | Rapport                                                |         |             | Arbitrage : Liu Xiaoying Katrina Turner Arbitre vidéo : Amber Church | Arbitrage : Liu Xiaoying Katrina Turner Arbitre vidéo : Amber Church |

| Match 15             | Australie                         | 2 - 2             | Chine                                           | Sydney Olympic Park Hockey Centre, Sydney                          |                                                                    |
| 6 février 2025 19h30 | Colwill 15e · Schonell 16e        | (2 - 1)           | 28e, 56e Tan J.Z.                               | Arbitrage : Amber Church You Hyosik Arbitre vidéo : Minami Inamoto | Arbitrage : Amber Church You Hyosik Arbitre vidéo : Minami Inamoto |
| 6 février 2025 19h30 | Rapport                           |                   |                                                 | Arbitrage : Amber Church You Hyosik Arbitre vidéo : Minami Inamoto | Arbitrage : Amber Church You Hyosik Arbitre vidéo : Minami Inamoto |
| 6 février 2025 19h30 | Hayes · Wilson · Young · Schonell | Tirs au but 2 - 1 | Ou Z.X. · Liu C.C. · Li H. · Zou M.R. · Chen Yi | Arbitrage : Amber Church You Hyosik Arbitre vidéo : Minami Inamoto | Arbitrage : Amber Church You Hyosik Arbitre vidéo : Minami Inamoto |

| Match 16             | Espagne                 | 2 - 3   | Chine                             | Sydney Olympic Park Hockey Centre, Sydney                             |                                                                       |
| 7 février 2025 19h30 | Álvarez 3e · Mejías 45e | (1 - 1) | 6e, 59e Tan J.Z. · 57e Huang H.Y. | Arbitrage : David Tomlinson Minami Inamoto Arbitre vidéo : You Hyosik | Arbitrage : David Tomlinson Minami Inamoto Arbitre vidéo : You Hyosik |
| 7 février 2025 19h30 | Rapport                 |         |                                   | Arbitrage : David Tomlinson Minami Inamoto Arbitre vidéo : You Hyosik | Arbitrage : David Tomlinson Minami Inamoto Arbitre vidéo : You Hyosik |

| Match 17             | Australie                            | 3 - 1   | Espagne     | Sydney Olympic Park Hockey Centre, Sydney                              |                                                                        |
| 8 février 2025 19h30 | J. Smith 10e · Hayes 40e · Young 49e | (1 - 1) | 14e Rogoski | Arbitrage : Minami Inamoto Katrina Turner Arbitre vidéo : Amber Church | Arbitrage : Minami Inamoto Katrina Turner Arbitre vidéo : Amber Church |
| 8 février 2025 19h30 | Rapport                              |         |             | Arbitrage : Minami Inamoto Katrina Turner Arbitre vidéo : Amber Church | Arbitrage : Minami Inamoto Katrina Turner Arbitre vidéo : Amber Church |

| Match 18             | Australie  | 1 - 3   | Chine                                  | Sydney Olympic Park Hockey Centre, Sydney                              |                                                                        |
| 9 février 2025 19h30 | Squibb 21e | (1 - 3) | 15e Yu A.H. · 17e Hao G.T. · 20e Li H. | Arbitrage : Amber Church Katrina Turner Arbitre vidéo : Minami Inamoto | Arbitrage : Amber Church Katrina Turner Arbitre vidéo : Minami Inamoto |
| 9 février 2025 19h30 | Rapport    |         |                                        | Arbitrage : Amber Church Katrina Turner Arbitre vidéo : Minami Inamoto | Arbitrage : Amber Church Katrina Turner Arbitre vidéo : Minami Inamoto |

| Match 19              | Allemagne   | 1 - 2   | Espagne                   | Kalinga Stadium, Bhubaneswar                                          |                                                                       |
| 15 février 2025 15h00 | Schwabe 44e | (0 - 0) | 35e Petchamé · 59e Agulló | Arbitrage : Bevan Nichol Tamara Leonard Arbitre vidéo : Ahmed Elsayed | Arbitrage : Bevan Nichol Tamara Leonard Arbitre vidéo : Ahmed Elsayed |
| 15 février 2025 15h00 | Rapport     |         |                           | Arbitrage : Bevan Nichol Tamara Leonard Arbitre vidéo : Ahmed Elsayed | Arbitrage : Bevan Nichol Tamara Leonard Arbitre vidéo : Ahmed Elsayed |

| Match 20              | Inde                                     | 3 - 2   | Angleterre                | Kalinga Stadium, Bhubaneswar                                              |                                                                           |
| 15 février 2025 17h15 | Vaishnavi 6e · Deepika 25e · Navneet 59e | (2 - 1) | 12e Bourne · 58e Crackles | Arbitrage : Rawi Ambananthan Wanri Venter Arbitre vidéo : Junko Wagatsuma | Arbitrage : Rawi Ambananthan Wanri Venter Arbitre vidéo : Junko Wagatsuma |
| 15 février 2025 17h15 | Rapport                                  |         |                           | Arbitrage : Rawi Ambananthan Wanri Venter Arbitre vidéo : Junko Wagatsuma | Arbitrage : Rawi Ambananthan Wanri Venter Arbitre vidéo : Junko Wagatsuma |

| Match 21              | Espagne                 | 2 - 1   | Allemagne   | Kalinga Stadium, Bhubaneswar                                               |                                                                            |
| 16 février 2025 15h00 | Rogoski 5e · Molina 38e | (1 - 1) | 12e Kresken | Arbitrage : Junko Wagatsuma Ahmed Elsayed Arbitre vidéo : Rawi Ambananthan | Arbitrage : Junko Wagatsuma Ahmed Elsayed Arbitre vidéo : Rawi Ambananthan |
| 16 février 2025 15h00 | Rapport                 |         |             | Arbitrage : Junko Wagatsuma Ahmed Elsayed Arbitre vidéo : Rawi Ambananthan | Arbitrage : Junko Wagatsuma Ahmed Elsayed Arbitre vidéo : Rawi Ambananthan |

| Match 22              | Inde                                                                            | 2 - 2             | Angleterre                                                                      | Kalinga Stadium, Bhubaneswar                                                |                                                                             |
| 16 février 2025 17h15 | Navneet 53e · Rutuja 57e                                                        | (0 - 0)           | 40e Gillott · 56e Howard                                                        | Arbitrage : Annelize Rostron Tamara Leonard Arbitre vidéo : Timothy Sheahan | Arbitrage : Annelize Rostron Tamara Leonard Arbitre vidéo : Timothy Sheahan |
| 16 février 2025 17h15 | Rapport                                                                         |                   |                                                                                 | Arbitrage : Annelize Rostron Tamara Leonard Arbitre vidéo : Timothy Sheahan | Arbitrage : Annelize Rostron Tamara Leonard Arbitre vidéo : Timothy Sheahan |
| 16 février 2025 17h15 | Navneet · Salima · Sunelita · Lalremsiami · Neha · ---- · Navneet · Lalremsiami | Tirs au but 1 - 2 | Howard · Bourne · S. Hamilton · Crackles · Walker · ---- · Howard · S. Hamilton | Arbitrage : Annelize Rostron Tamara Leonard Arbitre vidéo : Timothy Sheahan | Arbitrage : Annelize Rostron Tamara Leonard Arbitre vidéo : Timothy Sheahan |

| Match 23              | Inde                                  | 3 - 4   | Espagne                                          | Kalinga Stadium, Bhubaneswar                                               |                                                                            |
| 18 février 2025 17h15 | Baljeet 19e · Sakshi 38e · Rutuja 45e | (1 - 2) | 21e Rogoski · 25e, 49e Petchamé · 52e L. Jiménez | Arbitrage : Timothy Sheahan Junko Wagatsuma Arbitre vidéo : Tamara Leonard | Arbitrage : Timothy Sheahan Junko Wagatsuma Arbitre vidéo : Tamara Leonard |
| 18 février 2025 17h15 | Rapport                               |         |                                                  | Arbitrage : Timothy Sheahan Junko Wagatsuma Arbitre vidéo : Tamara Leonard | Arbitrage : Timothy Sheahan Junko Wagatsuma Arbitre vidéo : Tamara Leonard |

| Match 24              | Inde    | 0 - 1   | Espagne  | Kalinga Stadium, Bhubaneswar                                          |                                                                       |
| 19 février 2025 19h30 |         | (0 - 0) | 49e Segú | Arbitrage : Tamara Leonard Ahmed Elsayed Arbitre vidéo : Wanri Venter | Arbitrage : Tamara Leonard Ahmed Elsayed Arbitre vidéo : Wanri Venter |
| 19 février 2025 19h30 | Rapport |         |          | Arbitrage : Tamara Leonard Ahmed Elsayed Arbitre vidéo : Wanri Venter | Arbitrage : Tamara Leonard Ahmed Elsayed Arbitre vidéo : Wanri Venter |

| Match 25              | Argentine          | 2 - 3   | Belgique                             | Santiago del Estero Hockey Club, Santiago del Estero                      |                                                                           |
| 19 février 2025 21h30 | Gorzelany 10e, 24e | (2 - 1) | 27e, 40e Vanden Borre · 33e Gerniers | Arbitrage : Sophie Bockelmann Maggie Giddens Arbitre vidéo : Sean Edwards | Arbitrage : Sophie Bockelmann Maggie Giddens Arbitre vidéo : Sean Edwards |
| 19 février 2025 21h30 | Rapport            |         |                                      | Arbitrage : Sophie Bockelmann Maggie Giddens Arbitre vidéo : Sean Edwards | Arbitrage : Sophie Bockelmann Maggie Giddens Arbitre vidéo : Sean Edwards |

| Match 26              | Argentine                     | 2 - 1   | Australie    | Santiago del Estero Hockey Club, Santiago del Estero                        |                                                                             |
| 20 février 2025 21h30 | Bruggesser 7e · Gorzelany 14e | (2 - 0) | 48e J. Smith | Arbitrage : Sophie Bockelmann Raphaël Adrien Arbitre vidéo : Maggie Giddens | Arbitrage : Sophie Bockelmann Raphaël Adrien Arbitre vidéo : Maggie Giddens |
| 20 février 2025 21h30 | Rapport                       |         |              | Arbitrage : Sophie Bockelmann Raphaël Adrien Arbitre vidéo : Maggie Giddens | Arbitrage : Sophie Bockelmann Raphaël Adrien Arbitre vidéo : Maggie Giddens |

| Match 27              | Angleterre      | 1 - 5   | Pays-Bas                                                        | Kalinga Stadium, Bhubaneswar                                                |                                                                             |
| 21 février 2025 15h00 | O. Hamilton 57e | (0 - 1) | 27e Burg · 33e Dicke · 37e Fokke · 38e Matla · 50e Van der Elst | Arbitrage : Tamara Leonard Timothy Sheahan Arbitre vidéo : Annelize Rostron | Arbitrage : Tamara Leonard Timothy Sheahan Arbitre vidéo : Annelize Rostron |
| 21 février 2025 15h00 | Rapport         |         |                                                                 | Arbitrage : Tamara Leonard Timothy Sheahan Arbitre vidéo : Annelize Rostron | Arbitrage : Tamara Leonard Timothy Sheahan Arbitre vidéo : Annelize Rostron |

| Match 28              | Inde    | 0 - 4   | Allemagne                                       | Kalinga Stadium, Bhubaneswar                                              |                                                                           |
| 21 février 2025 17h15 |         | (0 - 2) | 3e Wortmann · 18e, 47e Schwabe · 59e Hachenberg | Arbitrage : Junko Wagatsuma Bevan Nichol Arbitre vidéo : Rawi Anbananthan | Arbitrage : Junko Wagatsuma Bevan Nichol Arbitre vidéo : Rawi Anbananthan |
| 21 février 2025 17h15 | Rapport |         |                                                 | Arbitrage : Junko Wagatsuma Bevan Nichol Arbitre vidéo : Rawi Anbananthan | Arbitrage : Junko Wagatsuma Bevan Nichol Arbitre vidéo : Rawi Anbananthan |

| Match 29              | Australie    | 1 - 2   | Belgique             | Santiago del Estero Hockey Club, Santiago del Estero                    |                                                                         |
| 21 février 2025 21h30 | Williams 55e | (0 - 1) | 16e, 43e Ballenghien | Arbitrage : Maggie Giddens Darren Hubach Arbitre vidéo : Raphaël Adrien | Arbitrage : Maggie Giddens Darren Hubach Arbitre vidéo : Raphaël Adrien |
| 21 février 2025 21h30 | Rapport      |         |                      | Arbitrage : Maggie Giddens Darren Hubach Arbitre vidéo : Raphaël Adrien | Arbitrage : Maggie Giddens Darren Hubach Arbitre vidéo : Raphaël Adrien |

| Match 30              | Pays-Bas                                                          | 6 - 0   | Angleterre | Kalinga Stadium, Bhubaneswar                                              |                                                                           |
| 22 février 2025 15h00 | Veen 2e · Burg 35e · Van der Elst 39e · Matla 50e · E. Jansen 54e | (1 - 0) |            | Arbitrage : Junko Wagatsuma Ahmed Elsayed Arbitre vidéo : Timothy Sheahan | Arbitrage : Junko Wagatsuma Ahmed Elsayed Arbitre vidéo : Timothy Sheahan |
| 22 février 2025 15h00 | Rapport                                                           |         |            | Arbitrage : Junko Wagatsuma Ahmed Elsayed Arbitre vidéo : Timothy Sheahan | Arbitrage : Junko Wagatsuma Ahmed Elsayed Arbitre vidéo : Timothy Sheahan |

| Match 31              | Inde        | 1 - 0   | Allemagne | Kalinga Stadium, Bhubaneswar                                         |                                                                      |
| 22 février 2025 17h15 | Deepika 12e | (1 - 0) |           | Arbitrage : Tamara Leonard Wanri Venter Arbitre vidéo : Bevan Nichol | Arbitrage : Tamara Leonard Wanri Venter Arbitre vidéo : Bevan Nichol |
| 22 février 2025 17h15 | Rapport     |         |           | Arbitrage : Tamara Leonard Wanri Venter Arbitre vidéo : Bevan Nichol | Arbitrage : Tamara Leonard Wanri Venter Arbitre vidéo : Bevan Nichol |

| Match 32              | Argentine                                     | 0 - 0             | Belgique                                     | Santiago del Estero Hockey Club, Santiago del Estero                      |                                                                           |
| 22 février 2025 21h30 |                                               |                   |                                              | Arbitrage : Maggie Giddens Sean Edwards Arbitre vidéo : Sophie Bockelmann | Arbitrage : Maggie Giddens Sean Edwards Arbitre vidéo : Sophie Bockelmann |
| 22 février 2025 21h30 | Rapport                                       |                   |                                              | Arbitrage : Maggie Giddens Sean Edwards Arbitre vidéo : Sophie Bockelmann | Arbitrage : Maggie Giddens Sean Edwards Arbitre vidéo : Sophie Bockelmann |
| 22 février 2025 21h30 | Díaz · Bruggesser · V. Granatto · Albertarrio | Tirs au but 2 - 0 | Dewaet · Ballenghien · D. Marien · Englebert | Arbitrage : Maggie Giddens Sean Edwards Arbitre vidéo : Sophie Bockelmann | Arbitrage : Maggie Giddens Sean Edwards Arbitre vidéo : Sophie Bockelmann |

| Match 33              | Argentine                     | 2 - 1   | Australie   | Santiago del Estero Hockey Club, Santiago del Estero                       |                                                                            |
| 23 février 2025 21h30 | Gorzelany 6e · Bruggesser 22e | (2 - 1) | 5e J. Smith | Arbitrage : Sophie Bockelmann Maggie Giddens Arbitre vidéo : Darren Hubach | Arbitrage : Sophie Bockelmann Maggie Giddens Arbitre vidéo : Darren Hubach |
| 23 février 2025 21h30 | Rapport                       |         |             | Arbitrage : Sophie Bockelmann Maggie Giddens Arbitre vidéo : Darren Hubach | Arbitrage : Sophie Bockelmann Maggie Giddens Arbitre vidéo : Darren Hubach |

| Match 34              | Inde           | 2 - 4   | Pays-Bas                                        | Kalinga Stadium, Bhubaneswar                                          |                                                                       |
| 24 février 2025 17h15 | Udita 18e, 42e | (1 - 1) | 7e Reijnen · 34e, 47e Albers · 40e Van der Elst | Arbitrage : Ahmed Elsayed Tamara Leonard Arbitre vidéo : Wanri Venter | Arbitrage : Ahmed Elsayed Tamara Leonard Arbitre vidéo : Wanri Venter |
| 24 février 2025 17h15 | Rapport        |         |                                                 | Arbitrage : Ahmed Elsayed Tamara Leonard Arbitre vidéo : Wanri Venter | Arbitrage : Ahmed Elsayed Tamara Leonard Arbitre vidéo : Wanri Venter |

| Match 35              | Belgique                                         | 3 - 2   | Australie                   | Santiago del Estero Hockey Club, Santiago del Estero                        |                                                                             |
| 24 février 2025 21h30 | Ballenghien 1e · Gerniers 24e · Vanden Borre 28e | (3 - 0) | 43e Williams · 56e Schonell | Arbitrage : Sophie Bockelmann Raphaël Adrien Arbitre vidéo : Maggie Giddens | Arbitrage : Sophie Bockelmann Raphaël Adrien Arbitre vidéo : Maggie Giddens |
| 24 février 2025 21h30 | Rapport                                          |         |                             | Arbitrage : Sophie Bockelmann Raphaël Adrien Arbitre vidéo : Maggie Giddens | Arbitrage : Sophie Bockelmann Raphaël Adrien Arbitre vidéo : Maggie Giddens |

| Match 36              | Inde                                | 2 - 2             | Pays-Bas                                      | Kalinga Stadium, Bhubaneswar                                                |                                                                             |
| 25 février 2025 17h15 | Deepika 35e · Baljeet 43e           | (0 - 2)           | 17e Sanders · 28e Van der Elst                | Arbitrage : Junko Wagatsuma Annelize Rostron Arbitre vidéo : Tamara Leonard | Arbitrage : Junko Wagatsuma Annelize Rostron Arbitre vidéo : Tamara Leonard |
| 25 février 2025 17h15 | Rapport                             |                   |                                               | Arbitrage : Junko Wagatsuma Annelize Rostron Arbitre vidéo : Tamara Leonard | Arbitrage : Junko Wagatsuma Annelize Rostron Arbitre vidéo : Tamara Leonard |
| 25 février 2025 17h15 | Deepika · Beauty · Mumtaz · Baljeet | Tirs au but 2 - 1 | Sanders · Veen · Van der Elst · Fokke · Dicke | Arbitrage : Junko Wagatsuma Annelize Rostron Arbitre vidéo : Tamara Leonard | Arbitrage : Junko Wagatsuma Annelize Rostron Arbitre vidéo : Tamara Leonard |

| Match 37          | Espagne | 0 - 6   | Argentine                                                                     | Estadio Betero, Valence                                                    |                                                                            |
| 7 juin 2025 11h00 |         | (0 - 4) | 4e Díaz · 24e Bruggesser · 26e, 58e Gorzelany · 29e V. Granatto · 50e Pisthon | Arbitrage : Rebecca Edwards Daniël Veerman Arbitre vidéo : Jonas van't Hek | Arbitrage : Rebecca Edwards Daniël Veerman Arbitre vidéo : Jonas van't Hek |
| 7 juin 2025 11h00 | Rapport |         |                                                                               | Arbitrage : Rebecca Edwards Daniël Veerman Arbitre vidéo : Jonas van't Hek | Arbitrage : Rebecca Edwards Daniël Veerman Arbitre vidéo : Jonas van't Hek |

| Match 38          | Pays-Bas                                                                          | 8 - 1   | Australie    | Wagener Stadium, Amsterdam                                               |                                                                          |
| 7 juin 2025 13h30 | Y. Jansen 2e, 43e, 47e · Sanders 3e · Veen 45e · Burg 46e · Matla 54e · Fokke 58e | (2 - 0) | 31e Williams | Arbitrage : Magali Sergeant Michael Dutrieux Arbitre vidéo : Ivona Makar | Arbitrage : Magali Sergeant Michael Dutrieux Arbitre vidéo : Ivona Makar |
| 7 juin 2025 13h30 | Rapport                                                                           |         |              | Arbitrage : Magali Sergeant Michael Dutrieux Arbitre vidéo : Ivona Makar | Arbitrage : Magali Sergeant Michael Dutrieux Arbitre vidéo : Ivona Makar |

| Match 39          | Espagne | 0 - 2   | Argentine                    | Estadio Betero, Valence                                                    |                                                                            |
| 8 juin 2025 11h00 |         | (0 - 1) | 29e Falasco · 32e Bruggesser | Arbitrage : Jonas van't Hek Pauline Cuypers Arbitre vidéo : Daniël Veerman | Arbitrage : Jonas van't Hek Pauline Cuypers Arbitre vidéo : Daniël Veerman |
| 8 juin 2025 11h00 | Rapport |         |                              | Arbitrage : Jonas van't Hek Pauline Cuypers Arbitre vidéo : Daniël Veerman | Arbitrage : Jonas van't Hek Pauline Cuypers Arbitre vidéo : Daniël Veerman |

| Match 40          | Pays-Bas                                                        | 5 - 1   | Australie | Wagener Stadium, Amsterdam                                                    |                                                                               |
| 8 juin 2025 14h30 | Veen 13e · Van den Heuvel 21e · Y. Jansen 30e, 41e · Albers 48e | (3 - 1) | 7e Arnott | Arbitrage : Ivona Makar Sébastien Michielsen Arbitre vidéo : Michael Dutrieux | Arbitrage : Ivona Makar Sébastien Michielsen Arbitre vidéo : Michael Dutrieux |
| 8 juin 2025 14h30 | Rapport                                                         |         |           | Arbitrage : Ivona Makar Sébastien Michielsen Arbitre vidéo : Michael Dutrieux | Arbitrage : Ivona Makar Sébastien Michielsen Arbitre vidéo : Michael Dutrieux |

| Match 41           | Pays-Bas                         | 3 - 2   | Espagne                 | Wagener Stadium, Amsterdam                                                             |                                                                                        |
| 11 juin 2025 17h30 | Y. Jansen 9e, 51e · De Waard 10e | (2 - 1) | 21e Petchamé · 52e Giné | Arbitrage : Michael Dutrieux Lukasz Zwierzchowski Arbitre vidéo : Sébastien Michielsen | Arbitrage : Michael Dutrieux Lukasz Zwierzchowski Arbitre vidéo : Sébastien Michielsen |
| 11 juin 2025 17h30 | Rapport                          |         |                         | Arbitrage : Michael Dutrieux Lukasz Zwierzchowski Arbitre vidéo : Sébastien Michielsen | Arbitrage : Michael Dutrieux Lukasz Zwierzchowski Arbitre vidéo : Sébastien Michielsen |

| Match 42           | Pays-Bas                                                                                                  | 11 - 2  | Espagne                      | Wagener Stadium, Amsterdam                                                        |                                                                                   |
| 12 juin 2025 17h30 | Van der Elst 2e · Y. Jansen 5e, 17e, 30e, 31e, 42e · Veen 21e · Matla 23e · Fokke 25e, 59e · P. Dicke 49e | (7 - 2) | 19e Álvarez · 21e L. Barrios | Arbitrage : Lukasz Zwierzchowski Ben Göntgen Arbitre vidéo : Sébastien Michielsen | Arbitrage : Lukasz Zwierzchowski Ben Göntgen Arbitre vidéo : Sébastien Michielsen |
| 12 juin 2025 17h30 | Rapport                                                                                                   |         |                              | Arbitrage : Lukasz Zwierzchowski Ben Göntgen Arbitre vidéo : Sébastien Michielsen | Arbitrage : Lukasz Zwierzchowski Ben Göntgen Arbitre vidéo : Sébastien Michielsen |

| Match 43           | Australie                                     | 3 - 2   | Inde                   | Lee Valley Hockey & Tennis Centre, Londres                                |                                                                           |
| 14 juin 2025 11h00 | Schonell 16e · Pickering 22e · T. Stewart 35e | (2 - 0) | 44e Deepika · 52e Neha | Arbitrage : Rebecca Edwards Gemma Calderon Arbitre vidéo : Raphaël Adrien | Arbitrage : Rebecca Edwards Gemma Calderon Arbitre vidéo : Raphaël Adrien |
| 14 juin 2025 11h00 | Rapport                                       |         |                        | Arbitrage : Rebecca Edwards Gemma Calderon Arbitre vidéo : Raphaël Adrien | Arbitrage : Rebecca Edwards Gemma Calderon Arbitre vidéo : Raphaël Adrien |

| Match 44           | Belgique                                          | 4 - 2   | Allemagne                 | Wilrijkse Plein, Anvers                                                |                                                                        |
| 14 juin 2025 13h00 | Vanden Borre 8e, 13e · Struijk 48e · Schreurs 52e | (2 - 2) | 2e Nolte · 13e Hachenberg | Arbitrage : Paul Walker Lorijn de Kraker Arbitre vidéo : Ahmed Elsayed | Arbitrage : Paul Walker Lorijn de Kraker Arbitre vidéo : Ahmed Elsayed |
| 14 juin 2025 13h00 | Rapport                                           |         |                           | Arbitrage : Paul Walker Lorijn de Kraker Arbitre vidéo : Ahmed Elsayed | Arbitrage : Paul Walker Lorijn de Kraker Arbitre vidéo : Ahmed Elsayed |

| Match 45           | Pays-Bas                                    | 3 - 1   | Chine        | Wagener Stadium, Amsterdam                                                    |                                                                               |
| 14 juin 2025 13h30 | Moes 29e · Van der Elst 35e · Y. Jansen 35e | (1 - 0) | 54e Tan J.Z. | Arbitrage : Ivona Makar Sébastien Michielsen Arbitre vidéo : Michael Dutrieux | Arbitrage : Ivona Makar Sébastien Michielsen Arbitre vidéo : Michael Dutrieux |
| 14 juin 2025 13h30 | Rapport                                     |         |              | Arbitrage : Ivona Makar Sébastien Michielsen Arbitre vidéo : Michael Dutrieux | Arbitrage : Ivona Makar Sébastien Michielsen Arbitre vidéo : Michael Dutrieux |

| Match 46           | Angleterre | 1 - 3   | Argentine                        | Lee Valley Hockey & Tennis Centre, Londres                                 |                                                                            |
| 14 juin 2025 15h30 | Curtis 12e | (1 - 2) | 9e, 19e Gorzelany · 59e Jankunas | Arbitrage : Kamilé Mockaityté Raphäel Adrien Arbitre vidéo : Clare Barwood | Arbitrage : Kamilé Mockaityté Raphäel Adrien Arbitre vidéo : Clare Barwood |
| 14 juin 2025 15h30 | Rapport    |         |                                  | Arbitrage : Kamilé Mockaityté Raphäel Adrien Arbitre vidéo : Clare Barwood | Arbitrage : Kamilé Mockaityté Raphäel Adrien Arbitre vidéo : Clare Barwood |

| Match 47           | Inde         | 1 - 2   | Australie                  | Lee Valley Hockey & Tennis Centre, Londres                               |                                                                          |
| 15 juin 2025 10h30 | Vaishnavi 3e | (1 - 0) | 37e Lawton · 60e Pickering | Arbitrage : Rebecca Edwards Clare Barwood Arbitre vidéo : Raphaël Adrien | Arbitrage : Rebecca Edwards Clare Barwood Arbitre vidéo : Raphaël Adrien |
| 15 juin 2025 10h30 | Rapport      |         |                            | Arbitrage : Rebecca Edwards Clare Barwood Arbitre vidéo : Raphaël Adrien | Arbitrage : Rebecca Edwards Clare Barwood Arbitre vidéo : Raphaël Adrien |

| Match 48           | Belgique                                                            | 2 - 2             | Allemagne                                                         | Wilrijkse Plein, Anvers                                                   |                                                                           |
| 15 juin 2025 13h00 | Puvrez 15e · Bonami 30e                                             | (2 - 0)           | 41e Nolte · 50e Landshut                                          | Arbitrage : Federico Silva Daniël Veerman Arbitre vidéo : Harry Collinson | Arbitrage : Federico Silva Daniël Veerman Arbitre vidéo : Harry Collinson |
| 15 juin 2025 13h00 | Rapport                                                             |                   |                                                                   | Arbitrage : Federico Silva Daniël Veerman Arbitre vidéo : Harry Collinson | Arbitrage : Federico Silva Daniël Veerman Arbitre vidéo : Harry Collinson |
| 15 juin 2025 13h00 | Verhees · Ballenghien · Rasir · Englebert · Breyne · ---- · Verhees | Tirs au but 3 - 2 | Zimmermann · Schwabe · Strauss · Frerichs · Kurz · ---- · Strauss | Arbitrage : Federico Silva Daniël Veerman Arbitre vidéo : Harry Collinson | Arbitrage : Federico Silva Daniël Veerman Arbitre vidéo : Harry Collinson |

| Match 49           | Pays-Bas                           | 3 - 1   | Chine        | Wagener Stadium, Amsterdam                                                   |                                                                              |
| 15 juin 2025 13h30 | Fokke 4e · Matla 13e · Sanders 42e | (2 - 1) | 11e Zhang Y. | Arbitrage : Ivona Makar Magali Sergeant Arbitre vidéo : Sébastien Michielsen | Arbitrage : Ivona Makar Magali Sergeant Arbitre vidéo : Sébastien Michielsen |
| 15 juin 2025 13h30 | Rapport                            |         |              | Arbitrage : Ivona Makar Magali Sergeant Arbitre vidéo : Sébastien Michielsen | Arbitrage : Ivona Makar Magali Sergeant Arbitre vidéo : Sébastien Michielsen |

| Match 50           | Angleterre | 0 - 1   | Argentine     | Lee Valley Hockey & Tennis Centre, Londres                                |                                                                           |
| 15 juin 2025 15h00 |            | (0 - 1) | 17e Gorzelany | Arbitrage : Gemma Calderon Kamilé Mockaityté Arbitre vidéo : Alison Keogh | Arbitrage : Gemma Calderon Kamilé Mockaityté Arbitre vidéo : Alison Keogh |
| 15 juin 2025 15h00 | Rapport    |         |               | Arbitrage : Gemma Calderon Kamilé Mockaityté Arbitre vidéo : Alison Keogh | Arbitrage : Gemma Calderon Kamilé Mockaityté Arbitre vidéo : Alison Keogh |

| Match 51           | Angleterre | 1 - 0   | Australie | Lee Valley Hockey & Tennis Centre, Londres                                 |                                                                            |
| 17 juin 2025 11h00 | Manton 10e | (1 - 0) |           | Arbitrage : Irene Presenqui Kamilé Mockaityté Arbitre vidéo : Alison Keogh | Arbitrage : Irene Presenqui Kamilé Mockaityté Arbitre vidéo : Alison Keogh |
| 17 juin 2025 11h00 | Rapport    |         |           | Arbitrage : Irene Presenqui Kamilé Mockaityté Arbitre vidéo : Alison Keogh | Arbitrage : Irene Presenqui Kamilé Mockaityté Arbitre vidéo : Alison Keogh |

| Match 52           | Argentine                             | 4 - 1   | Inde        | Lee Valley Hockey & Tennis Centre, Londres                             |                                                                        |
| 17 juin 2025 15h30 | Falasco 29e · Gorzelany 40e, 54e, 59e | (1 - 1) | 30e Deepika | Arbitrage : Alison Keogh Clare Barwood Arbitre vidéo : Rebecca Edwards | Arbitrage : Alison Keogh Clare Barwood Arbitre vidéo : Rebecca Edwards |
| 17 juin 2025 15h30 | Rapport                               |         |             | Arbitrage : Alison Keogh Clare Barwood Arbitre vidéo : Rebecca Edwards | Arbitrage : Alison Keogh Clare Barwood Arbitre vidéo : Rebecca Edwards |

| Match 53           | Belgique                                                                         | 6 - 0   | Espagne | Wilrijkse Plein, Anvers                                                   |                                                                           |
| 17 juin 2025 18h00 | Englebert 4e · Vanden Borre 28e, 29e · Rasir 29e · Hillewaert 51e · Schreurs 55e | (4 - 0) |         | Arbitrage : Aleisha Neumann Lorijn de Kraker Arbitre vidéo : Tim Meissner | Arbitrage : Aleisha Neumann Lorijn de Kraker Arbitre vidéo : Tim Meissner |
| 17 juin 2025 18h00 | Rapport                                                                          |         |         | Arbitrage : Aleisha Neumann Lorijn de Kraker Arbitre vidéo : Tim Meissner | Arbitrage : Aleisha Neumann Lorijn de Kraker Arbitre vidéo : Tim Meissner |

| Match 54           | Inde                                     | 2 - 2             | Argentine                            | Lee Valley Hockey & Tennis Centre, Londres                                          |                                                                                     |
| 18 juin 2025 15h30 | Navneet 50e · Deepika 56e                | (0 - 1)           | 27e, 37e Gorzelany                   | Arbitrage : Rebecca Edwards Jonathan von Hoesslin Arbitre vidéo : Kamilé Mockaityté | Arbitrage : Rebecca Edwards Jonathan von Hoesslin Arbitre vidéo : Kamilé Mockaityté |
| 18 juin 2025 15h30 | Rapport                                  |                   |                                      | Arbitrage : Rebecca Edwards Jonathan von Hoesslin Arbitre vidéo : Kamilé Mockaityté | Arbitrage : Rebecca Edwards Jonathan von Hoesslin Arbitre vidéo : Kamilé Mockaityté |
| 18 juin 2025 15h30 | Deepika · Rutuja · Lalremsiami · Baljeet | Tirs au but 0 - 2 | Díaz · Bruggesser · Jankunas · Cairo | Arbitrage : Rebecca Edwards Jonathan von Hoesslin Arbitre vidéo : Kamilé Mockaityté | Arbitrage : Rebecca Edwards Jonathan von Hoesslin Arbitre vidéo : Kamilé Mockaityté |

| Match 55           | Angleterre | 0 - 3   | Australie                                 | Lee Valley Hockey & Tennis Centre, Londres                             |                                                                        |
| 18 juin 2025 17h45 |            | (0 - 1) | 26e J. Smith · 44e G. Stewart · 50e Hayes | Arbitrage : Alison Keogh Irene Presenqui Arbitre vidéo : Clare Barwood | Arbitrage : Alison Keogh Irene Presenqui Arbitre vidéo : Clare Barwood |
| 18 juin 2025 17h45 | Rapport    |         |                                           | Arbitrage : Alison Keogh Irene Presenqui Arbitre vidéo : Clare Barwood | Arbitrage : Alison Keogh Irene Presenqui Arbitre vidéo : Clare Barwood |

| Match 56           | Belgique | 0 - 1   | Espagne     | Wilrijkse Plein, Anvers                                               |                                                                       |
| 18 juin 2025 18h00 |          | (0 - 1) | 14e Álvarez | Arbitrage : Ahmed Elsayed Tim Meissner Arbitre vidéo : Daniël Veerman | Arbitrage : Ahmed Elsayed Tim Meissner Arbitre vidéo : Daniël Veerman |
| 18 juin 2025 18h00 | Rapport  |         |             | Arbitrage : Ahmed Elsayed Tim Meissner Arbitre vidéo : Daniël Veerman | Arbitrage : Ahmed Elsayed Tim Meissner Arbitre vidéo : Daniël Veerman |

| Match 58           | Angleterre | 0 - 1   | Espagne    | Lee Valley Hockey & Tennis Centre, Londres                                        |                                                                                   |
| 21 juin 2025 13h00 |            | (0 - 0) | 51e Mejías | Arbitrage : Jonathan von Hoesslin Kamilé Mockaityté Arbitre vidéo : Clare Barwood | Arbitrage : Jonathan von Hoesslin Kamilé Mockaityté Arbitre vidéo : Clare Barwood |
| 21 juin 2025 13h00 | Rapport    |         |            | Arbitrage : Jonathan von Hoesslin Kamilé Mockaityté Arbitre vidéo : Clare Barwood | Arbitrage : Jonathan von Hoesslin Kamilé Mockaityté Arbitre vidéo : Clare Barwood |

| Match 59           | Belgique                                                            | 5 - 1   | Inde       | Wilrijkse Plein, Anvers                                                    |                                                                            |
| 21 juin 2025 13h00 | Brasseur 37e, 55e · A. Marien 41e · Ballenghien 54e · Englebert 58e | (0 - 1) | 6e Deepika | Arbitrage : Harry Collinson Lorijn de Kraker Arbitre vidéo : Ahmed Elsayed | Arbitrage : Harry Collinson Lorijn de Kraker Arbitre vidéo : Ahmed Elsayed |
| 21 juin 2025 13h00 | Rapport                                                             |         |            | Arbitrage : Harry Collinson Lorijn de Kraker Arbitre vidéo : Ahmed Elsayed | Arbitrage : Harry Collinson Lorijn de Kraker Arbitre vidéo : Ahmed Elsayed |

| Match 57           | Argentine                              | 3 - 1   | Chine      | Berliner HC, Berlin                                                        |                                                                            |
| 21 juin 2025 14h00 | Ortiz 10e · Falasco 18e · Jankunas 58e | (2 - 1) | 2e Chen Yi | Arbitrage : Kristy Robertson Ayanna McClean Arbitre vidéo : Marcin Grochal | Arbitrage : Kristy Robertson Ayanna McClean Arbitre vidéo : Marcin Grochal |
| 21 juin 2025 14h00 | Rapport                                |         |            | Arbitrage : Kristy Robertson Ayanna McClean Arbitre vidéo : Marcin Grochal | Arbitrage : Kristy Robertson Ayanna McClean Arbitre vidéo : Marcin Grochal |

| Match 60           | Allemagne                                             | 4 - 0   | Australie | Berliner HC, Berlin                                                   |                                                                       |
| 21 juin 2025 16h30 | Strauss 6e · Krings 32e · Schwabe 35e · Fleschütz 48e | (1 - 0) |           | Arbitrage : Hannah Harrison Emi Yamada Arbitre vidéo : Ayanna McClean | Arbitrage : Hannah Harrison Emi Yamada Arbitre vidéo : Ayanna McClean |
| 21 juin 2025 16h30 | Rapport                                               |         |           | Arbitrage : Hannah Harrison Emi Yamada Arbitre vidéo : Ayanna McClean | Arbitrage : Hannah Harrison Emi Yamada Arbitre vidéo : Ayanna McClean |

| Match 62           | Angleterre                                | 4 - 1   | Espagne        | Lee Valley Hockey & Tennis Centre, Londres                                  |                                                                             |
| 22 juin 2025 12h00 | Axford 3e, 38e · Gardens 43e · Petter 59e | (1 - 1) | 14e P. Jiménez | Arbitrage : Irene Presenqui Clare Barwood Arbitre vidéo : Kamilé Mockaityté | Arbitrage : Irene Presenqui Clare Barwood Arbitre vidéo : Kamilé Mockaityté |
| 22 juin 2025 12h00 | Rapport                                   |         |                | Arbitrage : Irene Presenqui Clare Barwood Arbitre vidéo : Kamilé Mockaityté | Arbitrage : Irene Presenqui Clare Barwood Arbitre vidéo : Kamilé Mockaityté |

| Match 63           | Belgique                         | 2 - 0   | Inde | Wilrijkse Plein, Anvers                                                   |                                                                           |
| 22 juin 2025 13h00 | Ballenghien 40e · Hillewaert 43e | (0 - 0) |      | Arbitrage : Ahmed Elsayed Federico Silva Arbitre vidéo : Lorijn de Kraker | Arbitrage : Ahmed Elsayed Federico Silva Arbitre vidéo : Lorijn de Kraker |
| 22 juin 2025 13h00 | Rapport                          |         |      | Arbitrage : Ahmed Elsayed Federico Silva Arbitre vidéo : Lorijn de Kraker | Arbitrage : Ahmed Elsayed Federico Silva Arbitre vidéo : Lorijn de Kraker |

| Match 61           | Allemagne                           | 3 - 4   | Australie                                                 | Berliner HC, Berlin                                                        |                                                                            |
| 22 juin 2025 14h00 | Strauss 3e · Wanner 27e · Nolte 27e | (3 - 1) | 29e Schonell · 33e Hayes · 43e G. Stewart · 45e Pickering | Arbitrage : Paul van den Assum Emi Yamada Arbitre vidéo : Hideki Kinoshita | Arbitrage : Paul van den Assum Emi Yamada Arbitre vidéo : Hideki Kinoshita |
| 22 juin 2025 14h00 | Rapport                             |         |                                                           | Arbitrage : Paul van den Assum Emi Yamada Arbitre vidéo : Hideki Kinoshita | Arbitrage : Paul van den Assum Emi Yamada Arbitre vidéo : Hideki Kinoshita |

| Match 64           | Chine                      | 2 - 1   | Argentine   | Berliner HC, Berlin                                                             |                                                                                 |
| 22 juin 2025 16h30 | Deng Q.C. 3e · Ma Ning 25e | (2 - 1) | 1e Granatto | Arbitrage : Hannah Harrison Kristy Robertson Arbitre vidéo : Paul van den Assum | Arbitrage : Hannah Harrison Kristy Robertson Arbitre vidéo : Paul van den Assum |
| 22 juin 2025 16h30 | Rapport                    |         |             | Arbitrage : Hannah Harrison Kristy Robertson Arbitre vidéo : Paul van den Assum | Arbitrage : Hannah Harrison Kristy Robertson Arbitre vidéo : Paul van den Assum |

| Match 65           | Allemagne                       | 2 - 3   | Chine                                      | Berliner HC, Berlin                                                   |                                                                       |
| 24 juin 2025 17h00 | Hachenberg 10e · Stoffelsma 30e | (2 - 1) | 25e Huang H.Y. · 39e Dan W. · 57e Tan J.Z. | Arbitrage : Ayanna McClean Emi Yamada Arbitre vidéo : Hannah Harrison | Arbitrage : Ayanna McClean Emi Yamada Arbitre vidéo : Hannah Harrison |
| 24 juin 2025 17h00 | Rapport                         |         |                                            | Arbitrage : Ayanna McClean Emi Yamada Arbitre vidéo : Hannah Harrison | Arbitrage : Ayanna McClean Emi Yamada Arbitre vidéo : Hannah Harrison |

| Match 66           | Allemagne                       | 2 - 1   | Chine         | Berliner HC, Berlin                                                           |                                                                               |
| 25 juin 2025 17h00 | Wiedermann 23e · Zimmermann 49e | (1 - 0) | 36e Zeng X.L. | Arbitrage : Hannah Harrison Kristy Robertson Arbitre vidéo : Hideki Kinoshita | Arbitrage : Hannah Harrison Kristy Robertson Arbitre vidéo : Hideki Kinoshita |
| 25 juin 2025 17h00 | Rapport                         |         |               | Arbitrage : Hannah Harrison Kristy Robertson Arbitre vidéo : Hideki Kinoshita | Arbitrage : Hannah Harrison Kristy Robertson Arbitre vidéo : Hideki Kinoshita |

| Match 67           | Chine                                      | 3 - 0   | Inde | Berliner HC, Berlin                                                        |                                                                            |
| 28 juin 2025 14h00 | Chen Yang 21e · Zhang Y. 26e · Yu A.H. 45e | (2 - 0) |      | Arbitrage : Hideki Kinoshita Emi Yamada Arbitre vidéo : Paul van den Assum | Arbitrage : Hideki Kinoshita Emi Yamada Arbitre vidéo : Paul van den Assum |
| 28 juin 2025 14h00 | Rapport                                    |         |      | Arbitrage : Hideki Kinoshita Emi Yamada Arbitre vidéo : Paul van den Assum | Arbitrage : Hideki Kinoshita Emi Yamada Arbitre vidéo : Paul van den Assum |

| Match 69           | Belgique | 0 - 2   | Pays-Bas                         | Wilrijkse Plein, Anvers                                           |                                                                   |
| 28 juin 2025 15h30 |          | (0 - 1) | 30e Y. Jansen · 42e Van der Elst | Arbitrage : Ben Göntgen Ivona Makar Arbitre vidéo : Ole Ingwersen | Arbitrage : Ben Göntgen Ivona Makar Arbitre vidéo : Ole Ingwersen |
| 28 juin 2025 15h30 | Rapport  |         |                                  | Arbitrage : Ben Göntgen Ivona Makar Arbitre vidéo : Ole Ingwersen | Arbitrage : Ben Göntgen Ivona Makar Arbitre vidéo : Ole Ingwersen |

| Match 68           | Allemagne | 0 - 1   | Angleterre | Berliner HC, Berlin                                                         |                                                                             |
| 28 juin 2025 16h30 |           | (0 - 1) | 6e Neal    | Arbitrage : Ayanna McClean Magali Sergeant Arbitre vidéo : Hideki Kinoshita | Arbitrage : Ayanna McClean Magali Sergeant Arbitre vidéo : Hideki Kinoshita |
| 28 juin 2025 16h30 | Rapport   |         |            | Arbitrage : Ayanna McClean Magali Sergeant Arbitre vidéo : Hideki Kinoshita | Arbitrage : Ayanna McClean Magali Sergeant Arbitre vidéo : Hideki Kinoshita |

| Match 70           | Allemagne                              | 4 - 2   | Angleterre           | Berliner HC, Berlin                                                          |                                                                              |
| 29 juin 2025 14h00 | Kurz 2e, 59e · Strauss 39e · Nolte 47e | (1 - 2) | 9e Axford · 13e Hunt | Arbitrage : Kristy Robertson Ayanna McClean Arbitre vidéo : Hideki Kinoshita | Arbitrage : Kristy Robertson Ayanna McClean Arbitre vidéo : Hideki Kinoshita |
| 29 juin 2025 14h00 | Rapport                                |         |                      | Arbitrage : Kristy Robertson Ayanna McClean Arbitre vidéo : Hideki Kinoshita | Arbitrage : Kristy Robertson Ayanna McClean Arbitre vidéo : Hideki Kinoshita |

| Match 72           | Belgique                                 | 2 - 2             | Pays-Bas                 | Wilrijkse Plein, Anvers                                                 |                                                                         |
| 29 juin 2025 15h30 | D. Marien 41e, 59e                       | (0 - 1)           | 2e Matla · 60e Y. Jansen | Arbitrage : Ole Ingwersen Kamilé Mockaityté Arbitre vidéo : Ben Göntgen | Arbitrage : Ole Ingwersen Kamilé Mockaityté Arbitre vidéo : Ben Göntgen |
| 29 juin 2025 15h30 | Rapport                                  |                   |                          | Arbitrage : Ole Ingwersen Kamilé Mockaityté Arbitre vidéo : Ben Göntgen | Arbitrage : Ole Ingwersen Kamilé Mockaityté Arbitre vidéo : Ben Göntgen |
| 29 juin 2025 15h30 | Gerniers · Hillewaert · Schreurs · Rasir | Tirs au but 0 - 2 | Moes · De Waard · Matla  | Arbitrage : Ole Ingwersen Kamilé Mockaityté Arbitre vidéo : Ben Göntgen | Arbitrage : Ole Ingwersen Kamilé Mockaityté Arbitre vidéo : Ben Göntgen |

| Match 71           | Inde                     | 2 - 3   | Chine                           | Berliner HC, Berlin                                                     |                                                                         |
| 29 juin 2025 16h30 | Sunelita 9e · Rutuja 38e | (1 - 2) | 19e, 30e Zhang Y. · 53e Xu W.Y. | Arbitrage : Magali Sergeant Emi Yamada Arbitre vidéo : Kristy Robertson | Arbitrage : Magali Sergeant Emi Yamada Arbitre vidéo : Kristy Robertson |
| 29 juin 2025 16h30 | Rapport                  |         |                                 | Arbitrage : Magali Sergeant Emi Yamada Arbitre vidéo : Kristy Robertson | Arbitrage : Magali Sergeant Emi Yamada Arbitre vidéo : Kristy Robertson |

## Buteuses

### 19 buts
- Yibbi Jansen

### 15 buts
- Agustina Gorzelany

### 9 buts
- Stéphanie Vanden Borre
- Fay van der Elst
- Frédérique Matla

### 7 buts
- Deepika Sehrawat

### 6 buts
- Brisa Bruggesser
- Tan Jinzhuang
- Luna Fokke

### 5 buts
- Courtney Schonell
- Jade Smith
- Ambre Ballenghien
- Charlotte Englebert
- Zhang Ying
- Lisa Nolte
- Sophia Schwabe
- Freeke Moes

### 4 buts
- Mariah Williams
- Johanna Hachenberg
- Sara Strauss
- Felice Albers
- Marijn Veen
- Patricia Álvarez
- Estel Petchamé

### 3 buts
- Victoria Falasco
- Julieta Jankunas
- Greta Hayes
- Lexie Pickering
- Vanessa Blockmans
- Noa Schreurs
- Yu Anhui
- Maddie Axford
- Stine Kurz
- Navneet Kaur
- Rutuja Pisal
- Joosje Burg
- Pien Sanders
- Sofía Rogoski

### 2 buts
- Zoé Díaz
- María Granatto
- Penny Squibb
- Grace Stewart
- Astrid Bonami
- Hélène Brasseur
- Alix Gerniers
- Lien Hillewaert
- Delphine Marien
- Justine Rasir
- Michelle Struijk
- Chen Yang
- Dan Wen
- Huang Haiyan
- Xu Wenyu
- Lottie Bingham
- Darcy Bourne
- Becky Manton
- Udita Duhan
- Baljeet Kaur
- Vaishnavi Phalke
- Pien Dicke
- Xantal Giné
- Candela Mejías

### 1 but
- Juana Castellaro
- Victoria Granatto
- María Larsen
- María Ortiz
- Lourdes Pisthon
- Alice Arnott
- Claire Colwill
- Amy Lawton
- Tatum Stewart
- Grace Young
- Alix Marien
- Lisa Moors
- Emma Puvrez
- Chen Yi
- Chen Yujun
- Deng Qiuchan
- Hao Guoting
- He Jiangxin
- Li Hong
- Liu Chencheng
- Ma Ning
- Ou Zixia
- Zeng Xueling
- Zhang Wenli
- Zou Meirong
- Fiona Crackles
- Megan Crowson
- Katie Curtis
- Georgie Gardens
- Millie Giglio
- Paige Gillott
- Olivia Hamilton
- Tessa Howard
- Holly Hunt
- Elizabeth Neal
- Isabelle Petter
- Jette Fleschütz
- Aina Kresken
- Lynn Krings
- Emilia Landshut
- Lilly Stoffelsma
- Ines Wanner
- Felicia Wiedermann
- Amelie Wortmann
- Sonja Zimmermann
- Neha Goyal
- Sakshi Rana
- Sunelita Toppo
- Maud van den Heuvel
- Eline Jansen
- Emma Reijnen
- Xan de Waard
- Mette Winter
- Berta Agulló
- Florencia Amundson
- Laura Barrios
- Lucía Jiménez
- Luciana Molina
- Marta Segú
- Paula Jiménez